# Decca Classics
La Decca Classics è stata un'etichetta discografica britannica, fondata nel 1929 e specializzata nella musica classica.

## Storia
La Decca Classics nasce come etichetta appartenente alla Decca Records per la produzione di dischi di musica classica.
In essa troviamo registrazioni di artisti di fama internazionale, quali: Luciano Pavarotti (con un contratto, in esclusiva, nel 1968), Renata Tebaldi, Chiara Taigi, Mario Del Monaco, Joan Sutherland, Mirella Freni, Carlo Bergonzi, Renée Fleming, Andreas Scholl, Cecilia Bartoli, Marilyn Horne, Jessye Norman; i direttori d'orchestra Georg Solti, Ernest Ansermet, Riccardo Chailly, Sir John Eliot Gardiner (con gli English Baroque Soloists), Charles Dutoit, Sir Colin Davis, Valerij Gergiev, Sir Neville Marriner (con l'Academy of St-Martin-in-the-Fields Orchestra), André Rieu; i pianisti Wilhelm Backhaus, Vladimir Horowitz, Maurizio Pollini, Arthur Rubinstein, Vladimir Ashkenazy, Maria Perrotta, Abbey Simon, Alfred Brendel, Mitsuko Uchida, David Helfgott, Radu Lupu, Ludovico Einaudi, Jean-Yves Thibaudet; il complesso italiano di musica barocca I Musici, il flautista Severino Gazzelloni, il violinista Salvatore Accardo e il violoncellista Julian Lloyd Webber.
Uno dei progetti più interessanti portati a compimento da Decca Classics è The Complete Mozart Edition, una raccolta in 180 CD che include la registrazione di tutte le opere di Wolfgang Amadeus Mozart conosciute al momento della pubblicazione, avvenuta nel 1991, anno del bicentenario della morte del compositore. Una successiva riedizione dell'opera è avvenuta nel 2000 con la Complete Compact Mozart Edition.
Il catalogo include anche le incisioni realizzate dalle etichette Éditions de l'Oiseau-Lyre, specializzata nell'ambito della musica antica e barocca, e Philips Classics, che è stata acquisita nel 1999.